# Pieksämäki
Pieksämäki es una ciudad en Finlandia.

## Contexto geográfico
Está ubicada en la región de Savonia del sur.
La municipalidad tiene una población total de 19.750 habitantes (2011) y cubre un área de 1 836,39 km², de los cuales 266,76 km² son agua. La densidad de población es de 347.5 habitantes/km². En el 2007 el municipio de Pieksänmaa se unió a Pieksämäki.

## Idioma
La municipalidad es unilingüe, su idioma oficial es solo el finés y no el sueco como ocurre en otras ciudades bilingües como Vaasa (Vasa), Turku (Åbo) entre otras.